# Dodge Powerbox
Der Dodge Powerbox war ein Konzeptfahrzeug der US-amerikanischen Automobilmarke Dodge. Es wurde 2001 auf der Los Angeles Auto Show vorgestellt. Mit dem Powerbox versuchte sich DaimlerChrysler an einem effizienten Hybridauto.

## Übersicht
Der Powerbox hatte einen kompressoraufgeladenen V6-Motor, der 187 kW (254 PS) leistete und über ein Automatikgetriebe mit vier Gängen die Hinterräder antrieb. Er wurde mit Erdgas (CNG: compressed natural gas) betrieben. Davon unabhängig trieb ein Elektromotor von Siemens Automotive mit 52 kW (71 PS) die Vorderräder an. Er unterstützte den Verbrennungsmotor beim Beschleunigen und sollte die Energie rekuperieren, die sonst beim Bremsen verloren geht. Die Motoren waren nicht gekoppelt. Der Powerbox sollte einen Verbrauch von 9 l/100 km erreichen, bei gleicher Leistung etwa 60 Prozent weniger als ein konventionell angetriebener Dodge Durango. Von 0 auf 60 mph (0 auf 97 km/h) sollte der Powerbox in etwa sieben Sekunden beschleunigen, als  Höchstgeschwindigkeit gab DaimlerChrysler ca. 193 km/h (120 mph) an.
Die Gasflaschen und die Lithium-Ionen-Batterie liegen unter dem Boden zwischen den Trägern des Kastenrahmens. Alle Räder sind einzeln aufgehängt. Teile des nichttragenden Aufbaus bestehen aus spritzgegossenem Thermoplast.